# جاكي لو بلانكو
جاكي لو بلانكو هي مقدمة تلفزيونية وممثلة فلبينية، ولدت في 11 فبراير 1964 في مدينة سيبو في الفلبين.

## وصلات خارجية
- الموقع الرسمي
- جاكي لو بلانكو على موقع IMDb (الإنجليزية)
- جاكي لو بلانكو على موقع ميوزك برينز (الإنجليزية)
- جاكي لو بلانكو على موقع ديسكوغز (الإنجليزية)
- جاكي لو بلانكو على موقع قاعدة بيانات الفيلم (الإنجليزية)